# Síndrome do homem no barril
A síndrome do homem num barril (SHB) é uma síndrome neurológica caracterizada por fraqueza nas extremidades superiores bilaterais (diplegia braquial) com força preservada na face, pescoço e extremidades inferiores bilaterais.
Clinicamente, o doente parece estar "preso num barril", com movimentos bilaterais dos braços comprometidos e força facial, cervical e dos membros inferiores normal.
A MIBS pode resultar de uma lesão simétrica bilateral do cérebro que afecta as fibras motoras que controlam o movimento dos braços e pode também ocorrer após uma lesão do tronco cerebral, da medula espinal cervical, do plexo braquial bilateral ou dos nervos periféricos.
A hipotensão sistémica que causa acidentes vasculares cerebrais bilaterais em zonas de fronteira é uma causa comum de SHB. Os AVCs em zonas de fronteira ocorrem entre as "zonas limítrofes" dos territórios vasculares cerebrais. Quando a pressão arterial é baixa ao ponto de ser insuficiente para fornecer fluxo sanguíneo aos ramos mais distais dos pequenos vasos arteriais, estas "zonas fronteiriças" não recebem sangue oxigenado suficiente para sobreviver, resultando em morte celular. A paragem cardíaca, que provoca uma diminuição do fluxo sanguíneo para o cérebro, pode causar SHB.

## Etiologia
A síndrome do homem num barril pode resultar de acidentes vasculares cerebrais bilaterais devido a hipotensão sistémica, tal como acontece na paragem cardíaca.
A artéria carótida interna fornece fluxo sanguíneo para os dois terços anteriores do cérebro através da artéria cerebral anterior (ACA) e da artéria cerebral média (ACM). Os ramos mais distais da ACA e da ACM irrigam o tecido cerebral, incluindo as fibras motoras dos membros superiores. No caso de um fluxo sanguíneo inadequado para ambos os lados do cérebro, estes ramos mais distais, ou zonas de bacias hidrográficas, não recebem uma quantidade adequada de sangue oxigenado, o que resulta na morte destas células. Com base na neuroanatomia destas zonas de circulação anterior, a lesão destas áreas pode resultar em fraqueza bilateral do membro superior.
Qualquer lesão que afecte as fibras motoras bilaterais do membro superior pode resultar em achados clínicos semelhantes de fraqueza bilateral do membro superior - incluindo hemorragia, lesões inflamatórias, lesão traumática ou doença neoplásica ou metastática.
A isquemia aguda na decussação piramidal do tronco cerebral ou na medula espinhal cervical, as lesões compressivas ou intrínsecas da medula espinhal cervical que afectam as fibras motoras dos membros superiores, poupando as fibras motoras dos membros inferiores, e a lesão neuropática periférica que envolve as raízes nervosas bilaterais, o plexo braquial, os nervos periféricos ou a junção neuromuscular podem resultar em SHB.

## Epidemiologia
A síndrome do homem num barril é uma síndrome rara e a incidência exacta é desconhecida. A SHB afecta igualmente homens e mulheres. A hipoperfusão cerebral que causa acidentes vasculares cerebrais bilaterais em zonas de fronteira é uma causa comum de SHB. Estima-se que os acidentes vasculares cerebrais em bacias hidrográficas representem 10% de todos os acidentes vasculares cerebrais isquémicos.

## Fisiopatologia
A síndrome do homem num barril resulta de lesões nas fibras motoras bilaterais dos membros superiores, poupando as fibras motoras bilaterais dos membros inferiores. As lesões bilaterais simétricas isoladas das fibras motoras do membro superior no córtex motor, na coroa radiada, na cápsula interna, nos gânglios basais, no tronco cerebral, na medula espinal anterior, nas raízes nervosas cervicais, no plexo braquial, nos nervos periféricos ou na junção neuromuscular podem resultar em SHB. A lesão das células do corno anterior, como no HTLV-1 ou na esclerose lateralizante amiotrófica, também pode apresentar-se com fraqueza bilateral dos membros superiores. 

## História e exame físico
A avaliação com uma história detalhada e um exame neurológico em que a força bilateral do braço está diminuída e a força bilateral cervical, facial e das pernas está preservada são os primeiros passos no diagnóstico da síndrome do homem num barril.
O exame neurológico num doente com SHB é significativo para a fraqueza nas extremidades superiores bilaterais e para a força preservada no pescoço e nas extremidades inferiores bilaterais.
Dependendo da localização da lesão neurológica, o estado mental pode ser normal ou gravemente afetado.
Em doentes com uma lesão do sistema nervoso central, como um acidente vascular cerebral ou uma lesão da coluna cervical que causa a SHB, os reflexos são normalmente elevados, ao passo que, numa disfunção do sistema nervoso periférico que causa a SHB, como uma neuropatia motora multifocal, miastenia gravis ou lesões bilaterais do plexo braquial, os reflexos estão diminuídos ou ausentes.
Uma vez efectuado o diagnóstico clínico de SHB com base no exame neurológico, o passo seguinte é localizar a(s) lesão(ões) causadora(s).
A história pode sugerir a localização da lesão; por exemplo, os SHBs após uma paragem cardíaca com tempo prolongado sem pulso sugerem acidentes vasculares cerebrais bilaterais, ao passo que uma lesão recente no pescoço sugere uma lesão da coluna cervical ou uma lesão bilateral dos membros superiores sugere uma lesão bilateral do plexo braquial.
Uma cirurgia recente com tração dos braços pode sugerir uma plexopatia braquial bilateral.

## Avaliação
Uma vez efectuado o diagnóstico clínico de SHB, o passo seguinte consiste em localizar a(s) lesão(ões) que causa(m) a fraqueza bilateral dos membros superiores.
A imagiologia cerebral com ressonância magnética (RM) ou tomografia computorizada (TC) pode identificar lesões intracranianas isquémicas, hemorrágicas, metastáticas ou inflamatórias. A imagiologia da coluna cervical com TC pode identificar lesões compressivas da coluna cervical e a RM da coluna cervical pode localizar qualquer lesão extrínseca compressiva ou intrínseca da coluna cervical.
Se as imagens do cérebro e da coluna cervical não revelarem uma causa de SHB, os plexos braquiais devem ser avaliados, a RMN pode identificar lesões do plexo braquial e a eletromiografia (EMG) / estudos de condução nervosa podem identificar a localização da raiz nervosa, do plexo braquial ou da disfunção nervosa periférica.
O AVC em zonas de fronteira é a causa mais comum de SHBS; nos doentes com AVC em zonas de fronteira, devem ser efectuadas imagens da vasculatura arterial cervicocefálica para avaliar a existência de estenoses limitadoras do fluxo. Se forem encontradas estenoses limitadoras de fluxo significativas nas artérias carótidas internas, a revascularização com endarterectomia carotídea ou colocação de stent pode ser benéfica para reduzir o risco de AVC subsequente.

## Tratamento
O tratamento da síndrome do homem num barril varia consoante a localização e o tipo de lesão neurológica.
Para os doentes com AVC em zonas de fronteira, o tratamento inclui a manutenção de uma pressão sanguínea adequada para evitar a extensão do AVC, a avaliação de qualquer estenose arterial que possa ter predisposto à hipoperfusão, o início de medicação antitrombótica e a correção da anomalia subjacente que causa a hipotensão.
No caso de lesões compressivas da coluna cervical, deve ser considerada uma descompressão cirúrgica urgente. As condições inflamatórias intrínsecas da coluna cervical podem ser tratadas com esteróides. O tratamento com fisioterapia e terapia ocupacional é importante para ajudar a melhorar a recuperação funcional do homem numa síndrome de barril.

## Diagnóstico diferencial
O diagnóstico diferencial da síndrome do homem num barril inclui as seguintes lesões ao longo do eixo neuronal:
- Fibras motoras dos membros superiores cerebrais bilaterais (acidente vascular cerebral isquémico, hemorrágico, lesão traumática, doença inflamatória ou metastática)
- Coluna cervical (lesão compressiva externa, isquémia, processo inflamatório ou infecioso)
- Plexo braquial bilateral (lesão mecânica, inflamatória)
- Processo neuropático periférico (neuropatia tóxica ou metabólica, inflamatória, autoimune, como a neuropatia motora multifocal ou a miastenia gravis)

## Prognóstico
O prognóstico para SHB depende do tipo e da localização da(s) lesão(ões). O prognóstico para a recuperação de acidentes vasculares cerebrais bilaterais é variável, dependendo da extensão do dano isquémico. Em doentes comatosos com MIBS após acidentes vasculares cerebrais extensos, a sobrevivência é inferior a 10%. A hemorragia intracerebral bilateral tende a ter um mau prognóstico, mas depende da extensão do dano tecidular. A recuperação das lesões compressivas da coluna cervical depende da rapidez com que a lesão é identificada e descomprimida cirurgicamente. As MIBS devidas à miastenia gravis podem ser totalmente reversíveis com o tratamento da miastenia.

## Consultas
A consulta de neurologia para efetuar um exame neurológico detalhado e localizar a lesão é o primeiro passo na avaliação da fraqueza bilateral do braço. Deve ser efectuada uma interpretação radiológica das imagens do cérebro e da coluna cervical para identificar a etiologia da lesão causadora. Um neurocirurgião pode ser consultado se a lesão for passível de intervenção cirúrgica, como um tumor cerebral ou uma lesão compressiva da coluna cervical. A fisioterapia, a terapia ocupacional e a fisiatria colaboram para conceber e implementar um plano de reabilitação para melhorar a função motora.

## Educação do paciente
Os doentes com SHB devem ser aconselhados sobre a etiologia subjacente à SHB, quer se trate de um acidente vascular cerebral, tumor, doença metastática, autoimune ou inflamatória, e sobre o tratamento adequado.

## Outras questões
A síndrome do homem num barril é uma síndrome neurológica rara que envolve fraqueza bilateral dos membros superiores com força preservada no pescoço e nos membros inferiores, que é importante identificar rapidamente, uma vez que a localização da(s) lesão(ões) que causa(m) a fraqueza pode ser reversível. As lesões cerebrais bilaterais ou da coluna cervical são as causas mais comuns de SHB, embora também tenham sido descritos vários processos neuropáticos periféricos.

## Melhorar os resultados da equipa de cuidados de saúde
A coordenação da equipa interprofissional é crucial para identificar e tratar uma pessoa com a síndrome do homem num barril. Esta equipa interprofissional inclui médicos , especialistas (principalmente neurologistas), enfermeiros e terapeutas físicos ou ocupacionais. Uma história detalhada e um exame físico efectuado por um médico podem diagnosticar a SHB. Os técnicos de radiologia e os radiologistas são essenciais para identificar a etiologia da lesão subjacente. A neurocirurgia pode ser necessária no caso de tumores ou lesões compressivas da coluna cervical que causam a SHB. Uma vez tratada a lesão subjacente, uma equipa de reabilitação interprofissional pode ajudar o doente a recuperar a sua funcionalidade. Um esforço coordenado de todos os membros da equipa interprofissional com uma partilha aberta de informações sobre o caso do doente conduzirá aos melhores resultados possíveis. [Nível 5]